# زندانی پادشاه
زندانی پادشاه (آلمانی: Der Gefangene des Königs) یک فیلم در ژانر کمدی به کارگردانی کارل بوئسه است که در سال ۱۹۳۵ منتشر شد. از بازیگران آن می‌توان به هوبرت فون مایرینک، هانس یونکرمان، و فریتس اودمار اشاره کرد.